# 下渠镇
下渠镇，原为下渠乡是中国福建省三明市泰宁县下辖的一个乡。2018年撤乡设镇。区划代码改为350429102。

## 行政区划
下渠镇共辖12个行政村，分别是：
下渠村、陈元村、上渠村、渠里村、大渠村、渠口村、大湖村、红地村、宁路村、新田村、大坑村和王坑村。